# Carlos Luz (judoca)
Carlos Luz  (Natal (Rio Grande do Norte), 22 de janeiro de 1985) é um judoca brasileiro naturalizado português.
Faixa Preta 3º Dan, é licenciado em educação física pela Universidade de Brasília, pós-graduando pela International Budo University (Katsuura, Japão) em Artes Marciais.

## Biografia
Iniciou sua prática no Judo com apenas 05 anos de idade, em Porto Alegre, Rio Grande do Sul. Aos 6 anos de idade, mudou-se com a família para Brasília, onde deu continuidade aos treinamentos com professores consagrados pela cidade, como Luciano Gonçalves e Alfredo Hélio Arrais. Aos 21 Anos com o apoio de sua Família foi morar em Katsuura, no Japão, onde treinou e concluiu sua especialização em Artes Marciais.
Aos 22 anos, foi contratado pela Associação Desportiva de São Caetano, onde ficou até 2009.
A sua história se mistura com a de Portugal e o Clube de Judo São Jorge a partir de Agosto de 2009, quando começou a ministrar todas as aulas de Judo e a competir pelo clube dos Açores.Como atleta, Carlos Luz ocupa lugar de destaque no cenário Nacional, tendo obtido por duas vezes o título de Campeão Nacional Português, dentre outras conquistas.
É atleta da Seleção Nacional nos -81 kg desde 2012, e representou Portugal nos campeonatos da Europa e do Mundo de 2013, quando foi nono colocado e 2014. Possui 5 medalhas em Open Continentais e uma medalha de prata em Grand Prix. Ocupa atualmente a 26ª posição no ranking mundial da Federação Internacional de Judo - IJF.
Foi nomeado pela Confederação do Desporto de Portugal, juntamente com a FPJ para a disputa “Desportista do Ano”  no Prêmio da Gala do Desporto no ano de 2013, além de receber diversos votos de congratulação por seus resultados na assembleia regional dos Açores.
Faz parte pelo segundo ano seguido do Projeto Olímpico Rio 2016 desenvolvido pelo Comité Olímpico de Portugal - COP, e possui o estatuto de atleta de alto rendimento nível “A”, concedido pelo Instituto Português de Desporto e Juventude - IPDJ.